# Dysschema luctuosa
Dysschema luctuosa är en fjärilsart som beskrevs av Paul Dognin 1919. Dysschema luctuosa ingår i släktet Dysschema och familjen björnspinnare. Inga underarter finns listade i Catalogue of Life.